# Der Eroberer
Der Eroberer (Original: The Conqueror, Alternativtitel Die Barbaren) ist ein 1954 von Howard Hughes produzierter Film von Dick Powell, der 1956 in die Kinos kam. Er wurde von der Kritik verrissen und taucht immer wieder auf Listen der schlechtesten Filme aller Zeiten auf. John Wayne, damals auf dem Höhepunkt seiner Karriere, war nach Auffassung vieler Kritiker als Mongolenführer Dschingis Khan „grotesk fehlbesetzt“, und spielte ihn „wie eine Mischung von einem Sheriff und einem Idioten“.
Die Dreharbeiten fanden in einem durch einen Atombombentest radioaktiv kontaminierten Teil des Snow Canyon von Utah statt, was mit späteren Krebserkrankungen vieler Beteiligter in Verbindung gebracht wurde.

## Handlung
Der Mongolenführer Temujin, auch bekannt als Dschingis Khan, überfällt im 12. Jahrhundert eine Karawane der Merkiten. Dabei nimmt er die Tochter des Tatarenherrschers Kumlek gefangen. Temujin versucht mit allen Mitteln, die widerspenstige Gefangene Bortai zu seiner Frau zu nehmen. Im Kampf gegen die Tataren verbündet er sich mit dem chinesischen Herrscher Wang Khan. Es kommt jedoch anders, und die Tataren befreien Bortai und nehmen Temujin gefangen.
Temujin soll daraufhin zu Tode gefoltert werden; Bortai hat aber inzwischen ihre Liebe zu ihm entdeckt und befreit ihn.

## Synchronisation
Die deutsche Fassung entstand bei der Simoton Film GmbH in Berlin.
| Darsteller       | Rolle                    | Synchronsprecher      |
| ---------------- | ------------------------ | --------------------- |
| John Wayne       | Temujin / Dschingis Khan | Wolfgang Lukschy      |
| Susan Hayward    | Bortai                   | Gisela Trowe          |
| Pedro Armendáriz | Jamuga                   | Paul Klinger          |
| Agnes Moorehead  | Hunlun                   | n.n.                  |
| Thomas Gomez     | Wang Khan                | n.n.                  |
| John Hoyt        | Shaman                   | Herbert Weißbach      |
| William Conrad   | Kasar                    | Stanislav Ledinek     |
| Ted de Corsia    | Kumlek                   | Siegfried Schürenberg |
| Lee Van Cleef    | Chepei                   | n.n.                  |
| Leslie Bradley   | Targutai                 | Horst Niendorf        |
| Leo Gordon       | Tatarenanführer          | n.n.                  |
| Jeanne Gerson    | Bortais Sklavin          | n.n.                  |

## Kritik
In dem Buch The Golden Turkey Awards, das besonders schlechte Leistungen und Entscheidungen „würdigt“, wurde John Wayne für seine Rolle als Dschingis Khan in der Kategorie größte Fehlbesetzung aller Zeiten hervorgehoben.

„Prunkepos mit großem Aufwand an Menschen, Tieren und Material und allerlei historischen Ungereimtheiten aus dem 12. Jahrhundert. Einer der wenig glücklichen Versuche des Schauspielers Dick Powell, Regie zu führen.“

## Hintergrund

### Drehort, Radioaktivität und die Folgen
Die Außenaufnahmen fanden in Windrichtung des Atomwaffentestgeländes Nevada Test Site in der Stadt St. George im US-Bundesstaat Utah statt. Auf der Nevada Test Site wurde am 19. Mai 1953 die Atombombe Harry, später „Dirty Harry“ genannt, gezündet, die den stärksten radioaktiven Fallout eines Atombombentests auf dem amerikanischen Kontinent verursachte.
Eine Abbildung zeigte z. B. John Wayne mit seinen beiden Söhnen und einer unbekannten Person beim Blick auf einen Geigerzähler während der Außendreharbeiten. Einige Tonnen kontaminierten Sandes aus der Gegend wurden im Studio zur Dekoration benutzt.
Auf eine mögliche Ursache von Krebserkrankungen durch Radioaktivität wurde hauptsächlich von der Boulevardpresse hingewiesen, wie etwa 1979 im Boulevardmagazin Star. Gut ein Vierteljahrhundert nach den Dreharbeiten waren 91 Mitglieder des 220-köpfigen Filmteams an Krebs erkrankt und bereits 46 von ihnen gestorben, darunter die Darsteller John Wayne († 1979), Agnes Moorehead († 1974) und Susan Hayward († 1975), sowie der Regisseur Dick Powell († 1963). John Hoyt starb 1991. Der Schauspieler Pedro Armendáriz hatte sich bereits 1963 das Leben genommen, nachdem er erfahren hatte, dass er unheilbar an Krebs erkrankt war, und auch viele der beteiligten Komparsen starben an Krebs.
Die Zahl der Krebsfälle unter den Darstellern und der Crew entsprach jedoch dem damaligen Durchschnitt der Erwachsenen in den USA, und trotzdem besteht die Wahrnehmung eines Zusammenhangs zwischen dem Drehort des Films und späteren Erkrankungen, nicht zuletzt, weil viele der am Film Beteiligten in einem jüngeren Alter als der Durchschnitt der Bevölkerung an Krebs erkrankten. Inzwischen werden die Krebserkrankungen der sogenannten Downwinder immer öfter mit den Atombombentests in Verbindung gebracht. Es wird jedoch auch auf andere Faktoren hingewiesen, wie z. B. den damals weit verbreiteten Tabakkonsum. Powell und Wayne waren starke Raucher, und Wayne selbst glaubte, dass sein Magenkrebs eine Folge seiner Zigarettengewohnheit von sechs Schachteln pro Tag war.

### Weiteres
- Der Film wurde im CinemaScope-Verfahren hergestellt.
- John Waynes Söhne Michael und Patrick spielten in Nebenrollen mit.
- William Conrad wurde später als Fernsehdetektiv Cannon und als Nero Wolfe bekannt.